# Armant
Armant (arabisch أرمنت Armant, auch Arment oder Erment; altägyptisch „Iunu-Monthu“ (On (Heliopolis) des Month) oder südliches Heliopolis (Jwnj šm'j), griechisch-lateinisch Hermonthis, koptisch: ⲉⲣⲙⲉⲛⲧ) ist eine Stadt in Oberägypten auf dem Westufer des Nils im Gouvernement Luxor. Sie befindet sich ca. 20 km südlich von Theben-West gegenüber der Stadt at-Tōd. Der Ort war bis zur 18. Dynastie und in römischer Zeit Hauptstadt des 4. oberägyptischen Gaues.

## Geschichte
In der Nähe von Armant wurden weiträumige prädynastische Nekropolen und Siedlungen ausgegraben. Einige Fundspuren weisen auf eine fortwährende Besiedlung von der Frühzeit bis zur Ersten Zwischenzeit hin.
In der 11. Dynastie spielt Armant eine wichtige Rolle bei der erneuten Reichseinigung. Aus dieser Zeit stammt der Tempel des Month. Diesen Götternamen trugen mehrere Gaufürsten bzw. Könige der 11. Dynastie (z. B. Mentuhotep II.) in ihrem Namen. Die Erweiterung des Tempels zu einem Großtempel erfolgte unter Thutmosis III. Während der Regierungszeit von Echnaton wurde der Name von Amun an vielen Stellen zerstört. Ramses II. stattete den Tempel mit zwei Kolossen aus. Sein Sohn Merenptah wurde mit einigen Osiris-Statuen assoziiert. Unter den Persern wurde der Tempel zerstört und am Ende der Spätzeit unter Nektanebos II. bzw. in griechisch-römischer Zeit durch einen Neubau ersetzt. Im 19. Jahrhundert wurde der Tempel aber weitestgehend zum Zweck des Baus von Zuckerfabriken und Privathäusern abgetragen.
Neben Month wurde hier auch seine Gefährtin Tjenenet verehrt, an deren Stelle später ähnlich dem Month-Tempel in al-Madamud die Göttin Rat-taui („Rat der beiden Länder“), eine weibliche Sonnengöttin, und deren Sohn Hor-pa-Re-pa-chered („Horus-Re, das Kind“) trat. An der Wand des Mammisi von Armant, das Kleopatra VII. zeitgleich mit der zur Hauptstadt erfolgten Ernennung des Ortes vom vierten oberägyptischen Gau erbauen ließ, sind sieben Kindgottheiten abgebildet: Harpokrates, Hor-pa-Re-pa-chered, Horus-Schu-pa-chered, Semataui-pa-chered, Ihi, Heka-pa-chered und Hor-Hekenu-pa-chered.
Nordwestlich des Tempels wurde eine große Nekropole für die heiligen Buchis-Stiere (Bucheum) und deren Mutterkühe angelegt. Griechen und Römer setzten einen seit Alters her hier ansässigen Kult fort. Östlich des Tempels befand sich ein römisches Dorf mit einem großen begehbaren Brunnen. Armant ist ebenfalls ein bedeutendes koptisches Zentrum. Der Ort war Bischofssitz. Die ehemalige Basilika von Armant ist aber nicht mehr erhalten.